# Bodung (przystanek kolejowy)
Bodung – kolejowy przystanek osobowy w Bodung, w regionie Akershus w Norwegii, jest oddalony od Oslo Sentralstasjon o 453,38 km. Jest położony na wysokości 126,6 m n.p.m.

## Ruch pasażerski
Leży na linii Kongsvingerbanen. Jest elementem kolei aglomeracyjnej w Oslo - w systemie SKM ma numer 460. Obsługuje Oslo Sentralstasjon, Årnes i Kongsvinger. Pociągi odjeżdżają co pół godziny w szczycie i co godzinę poza godzinami szczytu; część pociągów nie zatrzymuje się na wszystkich stacjach. 

## Obsługa pasażerów
Wiata, parking na 15 miejsc, parking rowerowy, przystanek autobusowy. Odprawa podróżnych odbywa się w pociągu.